# Wendlandia longipedicellata
Wendlandia longipedicellata är en måreväxtart som beskrevs av Foon Chew How. Wendlandia longipedicellata ingår i släktet Wendlandia och familjen måreväxter. Inga underarter finns listade i Catalogue of Life.